# Ayanna Pressley

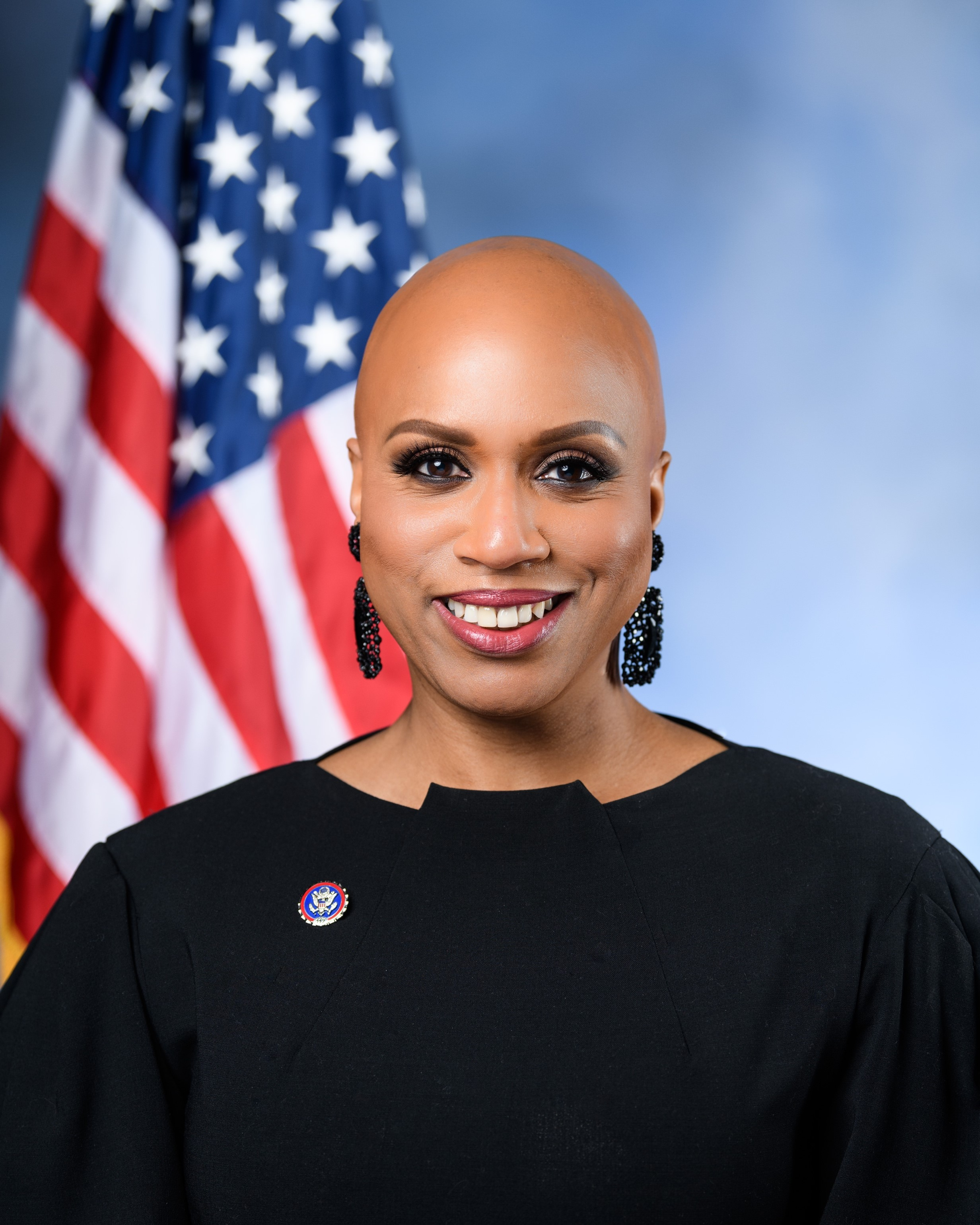
Ayanna Pressley (2021)

Ayanna Soyini Pressley (geboren am 3. Februar 1974 in Chicago, Illinois) ist eine US-amerikanische Politikerin der Demokratischen Partei. Die frühere Stadträtin von Boston gehört seit Januar 2019 dem Repräsentantenhaus der Vereinigten Staaten für den siebten Distrikt des Bundesstaates Massachusetts an.

## Familie, Ausbildung und Beruf
Ayanna Pressleys Eltern stammen aus Ohio und heirateten in Cincinnati. Ihr Großvater mütterlicherseits war Pfarrer einer Baptistengemeinde in Chicago. Ayanna Pressley wuchs in Lincoln Park in der North Side von Chicago als Einzelkind auf. Ihr heroinabhängiger Vater Martin Pressley verbrachte große Teile ihrer Kindheit im Gefängnis, sodass ihre Mutter Sandra – unter anderem Sozialarbeiterin der National Urban League – sie allein aufzog. Die Eltern ließen sich scheiden; später wurde der Vater Dozent an einem College, Autor und UNCF-Funktionär. Die Mutter zog später nach Brooklyn in New York City. Pressley war in ihrer Kindheit Opfer sexuellen Missbrauchs; im College wurde sie vergewaltigt. Mit zehn Jahren leistete sie erste Wahlkampfhilfe für den afroamerikanischen Bürgermeisterkandidaten Harold Washington.
Trotz der prekären finanziellen Situation ihrer Mutter besuchte Pressley eine Privatschule, die Francis W. Parker School in Chicago, an der sie sich im Schülerrat und als Cheerleaderin engagierte. Als sie die Schule als zweitbeste ihres Jahrgangs verließ, wählte sie dieser als wahrscheinliche spätere Bürgermeisterin Chicagos aus. Ab 1992 besuchte sie das College of General Studies der Boston University, ging aber 1994 ohne Abschluss ab, als ihre Mutter arbeitslos wurde, um sie bei der Sicherung ihres Lebensunterhalts zu unterstützen. Sie arbeitete zuerst für ein Bostoner Hotel und anschließend als politische Mitarbeiterin für Joseph Patrick Kennedy II, der Abgeordneter im US-Repräsentantenhaus war, und half insbesondere Bedürftigen bei Sozialversicherungsanträgen. Nachdem sie vor der Wahl 1996 im Wahlkampf des Senators John Kerry die freiwilligen Helfer organisiert hatte, stellte er sie auf Dauer in Washington, D.C. ein, wo sie zuletzt bis Mai 2009 politische Direktorin war und als Verbindungsfrau zu anderen politischen Amts- und Mandatsträgern diente. Sie gab an, in diesen Positionen immer die jüngste Person und eine von wenigen Frauen und Persons of color gewesen zu sein.
Ayanna Pressley machte 2020 bekannt, dass sie an Alopezie (komplettem Haarausfall) leidet.
Ayanna Pressley heiratete Conan Harris im Jahr 2014. Mit ihrer Stieftochter leben sie im Stadtteil Ashmont-Adams des Bostoner Stadtbezirks Dorchester.

## Politische Laufbahn

### Regionale Ebene
Pressley wurde am 3. November 2009 in den Boston City Council, den Stadtrat, gewählt, indem sie mit knapp 15 Prozent der Wählerstimmen eines von vier stadtweiten Mandaten gewann. Die Vorwahl der Demokraten für den Stadtrat hatte sie im September für sich entschieden. Sie gewann die alle zwei Jahre abgehaltenen folgenden Wahlen von 2011 bis 2017 mit deutlich verbesserten Stimmanteilen.
Sie war die erste afroamerikanische Frau im Bostoner Stadtrat. Als solche sorgte sie für Unruhe in der afroamerikanischen Community, als sie im Dezember 2010 für die Entfernung des afroamerikanischen Stadtratsmitglieds Chuck Turner stimmte, der die strafrechtlichen Vorwürfe gegen sich als rassistisch motiviert bezeichnet hatte. Auch Projekte wie die Verbesserung der Sexualerziehung an Schulen und die stärkere Verfügbarkeit von Kondomen sorgten für Aufsehen, als sie über die erhöhten Raten sexuell übertragener Krankheiten bei afroamerikanischen Frauen sprach. Gegen den Rat politischer Beobachter thematisierte sie in ihren Wahlkämpfen ihren Einsatz für junge Frauen und – unter Schilderung ihrer eigenen Erfahrungen – gegen sexuelle Gewalt. Weitere Themen ihrer Arbeit waren der Einsatz für Frauen, Arbeitsplätze und gegen Straßengewalt.

### US-Repräsentantenhaus
Pressley gab Anfang Februar 2018 bekannt, sich für die Nominierung der Demokraten im 7. Kongresswahlbezirk von Massachusetts bei der Wahl 2018 zu bewerben, der den Großteil von Boston und Umgebung umfasst. Sie forderte den beliebten und skandalfreien Mandatsinhaber seit zehn Legislaturperioden, Mike Capuano, heraus. Am 4. September 2018 gewann Pressley die innerparteiliche Vorwahl deutlich mit 59 Prozent der Stimmen. Im Wahlkampf hatte sie mit dem Slogan „Change Can’t Wait“ (Veränderung kann nicht warten) für Stimmen insbesondere Junger und Nicht-Weißer als Kandidatin einer Graswurzelbewegung geworben, lehnte Spenden von Political Action Committees ab und sah sich mit ihrer Lebensgeschichte als besser geeignet für diesen Wahlbezirk, den einzigen des Bundesstaates, in dem Minderheiten die Mehrheit stellen. Sie wurde von Secretary of State Maura Healey und den Herausgebern des Boston Globe und Boston Herald unterstützt, während Capuano den ehemaligen Gouverneur Deval Patrick, mehr Spendeneinnahmen und bessere Umfragewerte auf seiner Seite hatte. Ihr Sieg wurde als Schock für die Demokratische Partei beschrieben und mit demjenigen von Alexandria Ocasio-Cortez verglichen, die in einem ähnlich strukturierten Bezirk in New York einen langjährigen Mandatsinhaber der eigenen Partei besiegt hatte. Generell traten bei der Halbzeitwahl im November 2018 mehr Frauen und People of color an als je zuvor.
Sie wurde, da kein Republikaner gegen sie antrat, bei der Hauptwahl im November 2018 ohne Schwierigkeiten in den Kongress gewählt. Barack Obama hatte sie dabei genauso unterstützt wie Ocasio-Cortez. Seit dem 3. Januar 2019 sitzt sie als erste Afroamerikanerin für Massachusetts im Repräsentantenhaus.
Bei der Wahl 2020 wurde sie mit über 86 %, deutlich in ihrem Amt bestätigt. Die Primary (Vorwahl) ihrer Partei am 7. September für die Wahlen 2022 konnte sie ohne Gegenkandidaten für sich entscheiden. Sie trat dadurch am 8. November 2022 gegen Donnie Palmer von der Republikanischen Partei an. Presley setzte sich gegen Palmer mit 84,8 % deutlich durch. Während andere Squad-Mitglieder wie Cori Bush und Jamaal Bowman in den Vorwahlen zur Kongresswahl 2024 in den Vorwahlen ausschieden, hatte Ayanna Pressley weder in der Vorwahl, noch in der Hauptwahl einen Gegenkandidaten und wurde dadurch 2024 wiedergewählt. Ihre aktuelle Legislaturperiode im 119. Kongress dauert bis zum 3. Januar 2027.

#### Ausschüsse
Pressley ist derzeit Mitglied in folgenden Ausschüssen des Repräsentantenhauses:
- Committee on Financial Services
  - Consumer Protection and Financial Institutions
  - Diversity and Inclusion
- Committee on Oversight and Reform
  - Civil Rights and Civil Liberties
  - Economic and Consumer Policy

Außerdem ist sie Mitglied im Congressional Black Caucus, dem Congressional Progressive Caucus sowie in weiteren 25 Caucuses.

## Positionen und Stil
Im Kongresswahlkampf 2018 setzte sich Pressley insbesondere für Maßnahmen gegen Waffengewalt, Rassismus, häusliche Gewalt und ökonomische Ungleichheit ein.
Pressleys Stil wird als ungewöhnlich im politischen Betrieb beschrieben. Bei einer Veranstaltung über Straßengewalt ließ sie über Stunden die Betroffenen zu Wort kommen, bevor sie selbst sprach. Ihr von Zusammenarbeit und großen Ideen geprägter Ansatz stieß auch auf Kritik, weil es an der Durchsetzung konkreter Lösungen fehle. Sie gilt als starke Rednerin und setzte eine Erhöhung der Zahl von Schanklizenzen durch, was die wirtschaftlichen Möglichkeiten in vernachlässigten Stadtteilen verbesserte. Der vor allem aus dem Establishment zu hörenden Kritik, Pressley sei mehr auf wirkungsvolle Auftritte als auf Detailarbeit aus, entgegnen insbesondere Stimmen aus Minderheitengruppen, sie verleihe Anliegen eine Stimme, die bisher nicht gehört würden.
Pressley arbeitet eng mit drei anderen progressiven Women of color (Ocasio-Cortez, Rashida Tlaib und Ilhan Omar) zusammen, die seit 2019 im Kongress sitzen und von einigen Medien als „The Squad“ bezeichnet werden. Ohne Namen zu nennen, erklärte Präsident Trump im Juli 2019 über Twitter, „‚progressive‘ weibliche Kongressabgeordnete“ seien aus Ländern gekommen, deren Regierungen eine „totale Katastrophe“ seien, und sollten dorthin zurückkehren, statt die USA zu kritisieren. Obwohl bis auf Omar alle Genannten in den Vereinigten Staaten geboren wurden und auch Pressleys Eltern keine Migrationsgeschichte haben – ihre Vorfahren lebten mutmaßlich seit über 200 Jahren in den USA, während Trump selbst ein Einwandererkind ist –, wurde dies von Medien und Pressley selbst als Angriff auf die Gruppe der vier interpretiert. Pressley bezeichnete Trumps Äußerungen als rassistisch.

## Belege
1. ↑  Rep. Ayanna Pressley. In: Biography from LegiStorm. Abgerufen am 17. September 2022 (englisch).
2. 1 2 3  PRESSLEY, Ayanna. In: Biographical Directory of the United States Congress. Abgerufen am 17. September 2022 (englisch).
3. 1 2  Representative Ayanna Pressley. In: Library of Congress. Abgerufen am 17. September 2022 (englisch).
4. ↑  Laurie D. Willis: Obituaries: Sandra Pressley, 63; was mother of city councilor. In: The Boston Globe. 14. Juli 2011, abgerufen am 17. September 2022 (englisch).
5. 1 2 3  Katharine Q. Seelye, Astead W. Herndon: Ayanna Pressley Seeks Her Political Moment in a Changing Boston. In: The New York Times. 1. September 2018, abgerufen am 17. September 2022 (englisch).
6. ↑  Cynthia K. Buccini: Door to Door, Block by Block. In: Boston University. 26. August 2008, abgerufen am 17. September 2022 (englisch).
7. 1 2 3  Bianca Vázquez Toness: Pressley Is A Compelling, But Vulnerable Councilor. In: WBUR.org. 15. Februar 2011, abgerufen am 17. September 2022 (englisch).
8. 1 2 3  Ayanna Pressley, first black woman elected to Boston City Council overcomes life full of obstacles. In: The Grio, 30. Januar 2012.
9. ↑  About. In: U.S. House of Representatives. Abgerufen am 17. September 2022 (englisch).
10. ↑  Kate Prengel: Conan Harris, Ayanna Pressley’s Husband: 5 Fast Facts You Need to Know. In: Heavy.com. 5. September 2018, abgerufen am 17. September 2022 (englisch).
11. 1 2  Pressley, Ayanna S. In: OurCampaigns.com. Abgerufen am 17. September 2022 (englisch).
12. ↑  Steve Koczela: Though The 7th District Is Minority-Majority, Most Of Its Voters Are White. In: WBUR. 9. Februar 2018, abgerufen am 17. September 2022 (englisch).
13. 1 2  Anthony Brooks, Benjamin Swasey: A Stunner: Pressley Topples Capuano In Nationally Watched 7th District Race. In: WBUR. 4. September 2018, abgerufen am 17. September 2022 (englisch).
14. ↑  Ben Jacobs, Sarah Betancourt: Ayanna Pressley ousts 10-term Massachusetts Democrat in latest primary upset. In: The Guardian. 5. September 2018, abgerufen am 17. September 2022 (englisch).
15. ↑  William J. Kole: Ayanna Pressley Officially Massachusetts’ 1st Black Congresswoman. In: CBS News. 6. November 2018, abgerufen am 17. September 2022 (englisch).
16. 1 2  Ayanna Pressley. In: Ballotpedia. Abgerufen am 17. September 2022 (englisch).
17. ↑  Massachusetts Seventh Congressional District Election Results, The New York Times vom 30. November 2022
18. ↑   Mike Deehan: How Ayanna Pressley escaped her Squad-mates' primary fates, Axios vom 12. September 2024
19. ↑  Ayanna Pressley. In: Office of the Clerk, U.S. House of Representatives. Abgerufen am 17. September 2022 (englisch).
20. ↑  Committees and Caucuses. In: U.S. House of Representatives. Abgerufen am 17. September 2022 (englisch).
21. ↑  Peter Bolton: Trump’s Own Background Reveals the True Motivation Behind Racist Tweets – Pure White Supremacy. In: Counter Punch. 19. Juli 2019, abgerufen am 17. September 2022 (englisch).
22. ↑  Martin Pengelly: ‘Go back home’: Trump aims racist attack at Ocasio-Cortez and other congresswomen. In: The Guardian. 15. Juli 2018, abgerufen am 17. September 2022 (englisch).

| Personendaten    | Personendaten                                    |
| ---------------- | ------------------------------------------------ |
| NAME             | Pressley, Ayanna                                 |
| ALTERNATIVNAMEN  | Pressley, Ayanna Soyini (vollständiger Name)     |
| KURZBESCHREIBUNG | amerikanische Politikerin (Demokratische Partei) |
| GEBURTSDATUM     | 3. Februar 1974                                  |
| GEBURTSORT       | Cincinnati, Ohio                                 |